# Roy Edwards
Allan Roy Edwards (Seneca Township, 12 marzo 1937 – Hamilton, 16 agosto 1999) è stato un hockeista su ghiaccio canadese che nel corso della carriera ha militato come portiere nella National Hockey League.

## Carriera
Al termine della carriera giovanile nella Ontario Hockey Association Edwards giocò la stagione 1957-1958 con i Whitby Dunlops, la formazione che fu scelta per rappresentare il Canada al campionato mondiale di Oslo 1958.  Nel torneo iridato vinse tutte e 7 le gare disputate registrando tre shutout e una media di meno di un gol subito a gara.
Nel 1960 entrò a far parte dell'organizzazione dei Chicago Black Hawks trovando però spazio solo nelle formazioni affiliare nelle leghe minori come la EPHL e l'AHL.  Il suo nome fu comunque inciso sul trofeo della Stanley Cup vinta dai Black Hawks nella stagione 1960-1961 anche se avrebbe dovuto aspettare altri sette anni per esordire in National Hockey League. Nelle stagioni successive Edwards giocò da titolare in AHL con i Buffalo Bisons e in CHL con i St. Louis Braves.
Nell'estate del 1967 fu scelto durante l'NHL Expansion Draft dai Pittsburgh Penguins, una delle sei nuove franchigie iscritte alla NHL, tuttavia nel corso dell'estate venne ceduto ai Detroit Red Wings, squadra con cui fece il proprio esordio in NHL. Edwards riuscì presto a ottenere maggior spazio grazie al ritiro inaspettato dell'allora titolare Roger Crozier.
Nel 1971 subì un grave infortunio alla testa dopo il contatto con un attaccante avversario e il palo della porta, che lo costrinse a un ritiro precauzionale; subito dopo però ritornò a giocare ancora per i Red Wings.  Dopo una parentesi di una stagione con i Pittsburgh Penguins Edwards tornò a vestire la maglia di Detroit fino al ritiro avvenuto nell'autunno del 1973.
Pochi anni più tardi esordì in NHL il nipote Don, anch'egli di ruolo portiere. Roy Edwards morì nell'agosto del 1999 a Hamilton.

## Palmarès

### Club
- Stanley Cup: 1

Chicago: 1960-1961

### Nazionale
- Campionato mondiale di hockey su ghiaccio: 1

Norvegia 1958